# Villavicencio de los Caballeros
Villavicencio de los Caballeros là một đô thị trong tỉnh Valladolid, Castile và León, Tây Ban Nha. Theo điều tra dân số 2004 (INE), đô thị này có dân số là 294 người.